# Ernesto de Schaumburg

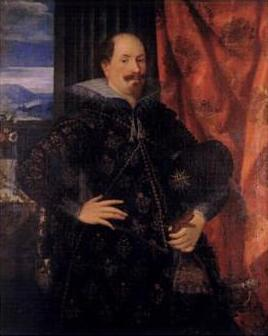
Ernesto de Schumburg

Ernesto de Holstein-Schaumburg (nacido el 24 de septiembre de 1569 en Bückeburg , † 17 de enero de 1622 ibidem) fue conde de Schaumburg y Holstein-Pinneberg desde 1601. En 1619 fue, después del pago de un "préstamo" significativo al emperador Fernando II, fue elevado al rango de príncipe.
Ernesto fue uno de los gobernantes más importantes de Schaumburg y un gran mecenas de las artes, para el que trabajaron algunos de los mejores artistas de su tiempo. También promovió la economía de su país, reformó la iglesia y la administración y se convirtió en el fundador de la universidad. Una de sus decisiones más importantes fue la reubicación de la residencia de Stadthagen a Bückeburg.

## Biografía
Ernesto era el único hijo del conde Otto IV de Schaumburg y Holstein († 1576) y de su segunda esposa Elisabeth Ursula de Brunswick-Lüneburg. Debido a que tenía cuatro medios hermanos del primer matrimonio de su padre, Ernst no tenía perspectivas de llegar a gobernar.
Fue educado por su madre, que lo hizo asistir a la escuela de gramática en Stadthagen. Entre 1584 y 1586 estudió leyes en la Universidad de Helmstedt. Tras la muerte de su madre en 1586, su medio hermano, el conde Adolf XIV , que había gobernado Holstein-Schaumburg desde 1581, descuidó la educación superior de Ernesto, pero por razones financieras. Ernesto viajó entonces a Detmold a la corte de su cuñado, el conde Simón VI de Lippe que fue designado como su custodio por la familia. En 1589, su tutor lo envió a viajes educativos durante un año en los que conoció el arte y la cultura de Italia y los Países Bajos. Entre 1593 a 1594 tuvo la oportunidad de visitar al emperador Rodolfo II († 1612) en Praga, antes de volver a Italia.

## Matrimonio y posesiones
Ernesto también residió durante una temporada en la corte del Landgrave Mauricio de Hesse-Kassel. Allí conoció y se enamoró en 1593 de Hedwig (1569-1644), una de las hijas huérfanas del landgrave Guillermo IV. El matrimonio contaba con la aprobación del hermano de Hedwig, el landgrave Mauricio, pero esto implicaba que su medio hermano Adolf debía cederle el gobierno de una parte del condado de Schaumburg. Adolf retrasó las negociaciones pero finalmente, con la ayuda de Simón VI de Lippe, Ernesto consiguió que una comisión imperial, reunida en Minden el 13 de diciembre de 1595, reconociera sus derechos.
No obstante, Ernesto no recibió la soberanía plena, sino la posesión material del condado de Schaumburg Inferior, es decir Sachsenhagen, Hagenburg y Bokeloh, incluyendo las Wasserburg Sachsenhagen. Esto le permitió finalmente casarse con Hedwig de Hesse-Kassel en el castillo Wilhelmsburg en Schmalkalden el 11 de septiembre de 1597. La pareja se instaló en Sachsenhagen, donde Ernesto construyó una sencilla residencia campestre en el antiguo castillo.

## Gobierno
El 2 de julio de 1601, falleció su medio hermano Adolf, el príncipe reinante y, poco después su único hijo y heredero Julius. Ernesto pasó entonces a gobernar de forma conjunta los condados de Holstein y Schaumburg. En 1606 decidió trasladar la sede del gobiernos de Stadthagen a Bückeburg. Por aquel entonces, Bückeburg estaba en una condición lamentable, después de que dos incendios importantes, el último en 1585, hubieran asolado la pequeña ciudad. En 1601 inició un ambicioso plan de edificaciones, comenzando por el Castillo (1601 a 1606). Después de su finalización en 1606, trasladó su residencia de Stadthagen a Bückeburg. Tras esto, rediseñó la nueva ciudad real, a la que se le otorgaron derechos municipales con derechos de mercado integrales en 1609: En 1606 se construyó la plaza del mercado (1606) y el nuevo ayuntamiento se entregó a los ciudadanos en 1608.
Ernesto reestructuró las finanzas del país, lo que favoreció el desarrollo económico. Promovió los gremios mediante la construcción de talleres para los artesanos. Fundó escuelas, incluida en 1610 la Academia Ernestina en Stadthagen, de donde surgió la Universidad de Rinteln en 1621, y pagó los estudios de un centenar de estudiantes.
Financió a Cyriacus Spangenberg para que escribiera una historia de los condes de Schauenburg y Holstein. Empleó a los pintores Joseph Heintz , Johannes Rottenhammer , Christoph Gertner y Anton Boten, así como a los escultores Ebbert y Jonas Wulff y al escultor de bronce Adrian de Vries. Usó la música en la corte y mantuvo su propia orquesta. En los años 1614-1615 construyó iglesias, la policía, y una administración inmobiliaria. El alquimista Michael Maier, que visitó su corte en diciembre de 1616, le dedicó el libro Symbola Aureae Mensae duodecim nationum.
Los beneficios obtenidos en las minas de Schaumburg le permitieron otorgar un préstamo de 100,000 florines al emperador Fernando II, que el 17 de septiembre de 1619 renovó a su familia el título de príncipe, supuestamente perdido, así como el derecho de establecer una universidad. Sin embargo, cuando quiso presentarse con su nuevo rango principesco, fue obligado a renunciar a ejercer ese derecho por el rey danés Christian IV. A partir de entonces utilizó el título de Príncipe del Sacro Imperio y Conde de Holstein-Schaumburg .

## Sucesión y enterramiento
Ernesto murió en 1622 sin herederos, y fue sucedido por su primo Jobst Hermann de la línea Gemener. Fue enterrado en un Mausoleo levantado en el coro de la Iglesia de San Martín de Stadthagen. Fue diseñado por el arquitecto Giovanni Maria Nosseni, siguiendo modelos italianos. Las esculturas en bronce son obra de Adriaen de Vries, en las que aparece el conde incluido y un grupo con el tema de la Resurrección.
- Datos: Q782868
- Multimedia: Ernest I, Count of Holstein-Pinneberg / Q782868